# Chung Jae-hun
Chung Jae-hun (coreà: 정 재헌)  (1 de juny de 1974) és un arquer sud-coreà, ja retirat, que va competir durant les dècades de 1990 i 2000.
El 1992 va prendre part en els Jocs Olímpics d'Estiu de Barcelona, on va disputar dues proves del programa de tir amb arc. En la prova individual va guanyar la medalla de plata, mentre en la competició per equips fou cinquè.
En el seu palmarès també destaquen quatre medalles en el Campionat del Món, tres d'or i una de bronze, entre el 1991 i el 2005, així com una medalla d'or i una de plata en els Jocs Asiàtics de 1994.